# Andrew Beal
Andrew Beal (* 11. November 1952 in Lansing, Michigan) ist ein US-amerikanischer Unternehmer und Investor.

## Leben
Beal wuchs in Lansing in Michigan auf und war schon auf der High School Geschäftsmann, der Fernseher reparierte, Alarmanlagen verkaufte und in der Baubranche tätig war. Er studierte an der Michigan State University und der Baylor University. Als Immobilieninvestor in den 1980er Jahren hatte er einen Ruf, aus „hoffnungslosen“ Projekten doch noch Geld zu machen. 1988 gründete er seine erste Bank in Dallas. Zu seinem Imperium gehörte später die Beal Bank. In den 1990er Jahren versuchte er mit seinen Bankgeschäften in Russland und Mexiko zu expandieren, was aber nicht erfolgreich war, so dass er sich wieder auf die USA konzentrierte. Ebenso wenig erfolgreich war er mit einer Firma in den 1990er Jahren, die Satelliten in den Orbit befördern sollte (Beal Aerospace, 1997 gegründet, 2000 eingestellt).
Nach Angaben des US-amerikanischen Forbes Magazine gehört Beal zu den reichsten US-Amerikanern (September 2012 auf 8,4 Milliarden Dollar geschätzt).
Beal ist geschieden, hat sechs Kinder und wohnt in Dallas.
Er ist in den USA als Pokerspieler mit hohen Einsätzen bekannt, der den höchsten bekannten Tagesgewinn bei einem Spiel in Las Vegas 2004 einstrich (11,7 Millionen Dollar), allerdings verlor er auch schon sehr hohe Summen. Um bei seinen Einsätzen mithalten zu können, organisierten sich eine Reihe bekannter professioneller Pokerspieler eigens in einer The Corporation genannten Gruppe.

## Beal-Vermutung
Beal ist Amateur-Mathematiker und hat für die Lösung der von ihm aufgestellten Beal-Vermutung, die den großen fermatschen Satz verallgemeinert, ein Preisgeld von 1.000.000 Dollar ausgelobt. Die Beal-Vermutung besagt, dass für alle Lösungen von
{\displaystyle A^{m}+B^{n}=C^{k}}      mit {\displaystyle A,B,C,\,m,n,k}  positiven ganzen Zahlen und {\displaystyle m,n,k>2}
die Zahlen {\displaystyle A,B,C} einen gemeinsamen Primfaktor haben.